# Zhongguo qi tan
Zhongguo Qi Tan (xinès simplificat: 中国奇谭, pinyin: Zhōngguó qí tán, literalment 'Contes fantàstics xinesos') és una sèrie d'animació en línia sobre poemes fantàstics xinesos, produïda conjuntament per Shanghai Animation Film Studio i bilibili. La sèrie consta de 8 capítols, cada capítol dirigit per un director diferent i una història independent, amb el tema de la cultura tradicional xinesa com a nexe comú. S'estrenà a bilibili l'1 de gener de 2023.
La sèrie va rebre crítiques positives de l'audiència, però també rebé queixes d'alguns pares, en tant que era una sèrie d'animació no dirigida als infants.